# Compañía General de Ferrocarriles en la Provincia de Buenos Aires
La Compañía General de Ferrocarriles en la Provincia de Buenos Aires (CGBA, llamada a menudo Compañía General de Buenos Aires) fue una empresa de capitales franceses, formada en 1904, que operó una red de ferrocarriles de trocha angosta (1000 mm) para carga y transporte de pasajeros en Argentina durante la primera mitad del siglo XX, y que alcanzó una extensión máxima de 1268 kilómetros en 1912.  Llegó a tener 107 estaciones y participar directamente en la fundación de varias colonias agrícolas. Su nombre en francés era Compagnie Générale de Chemins de Fer dans la Province de Buenos Aires.

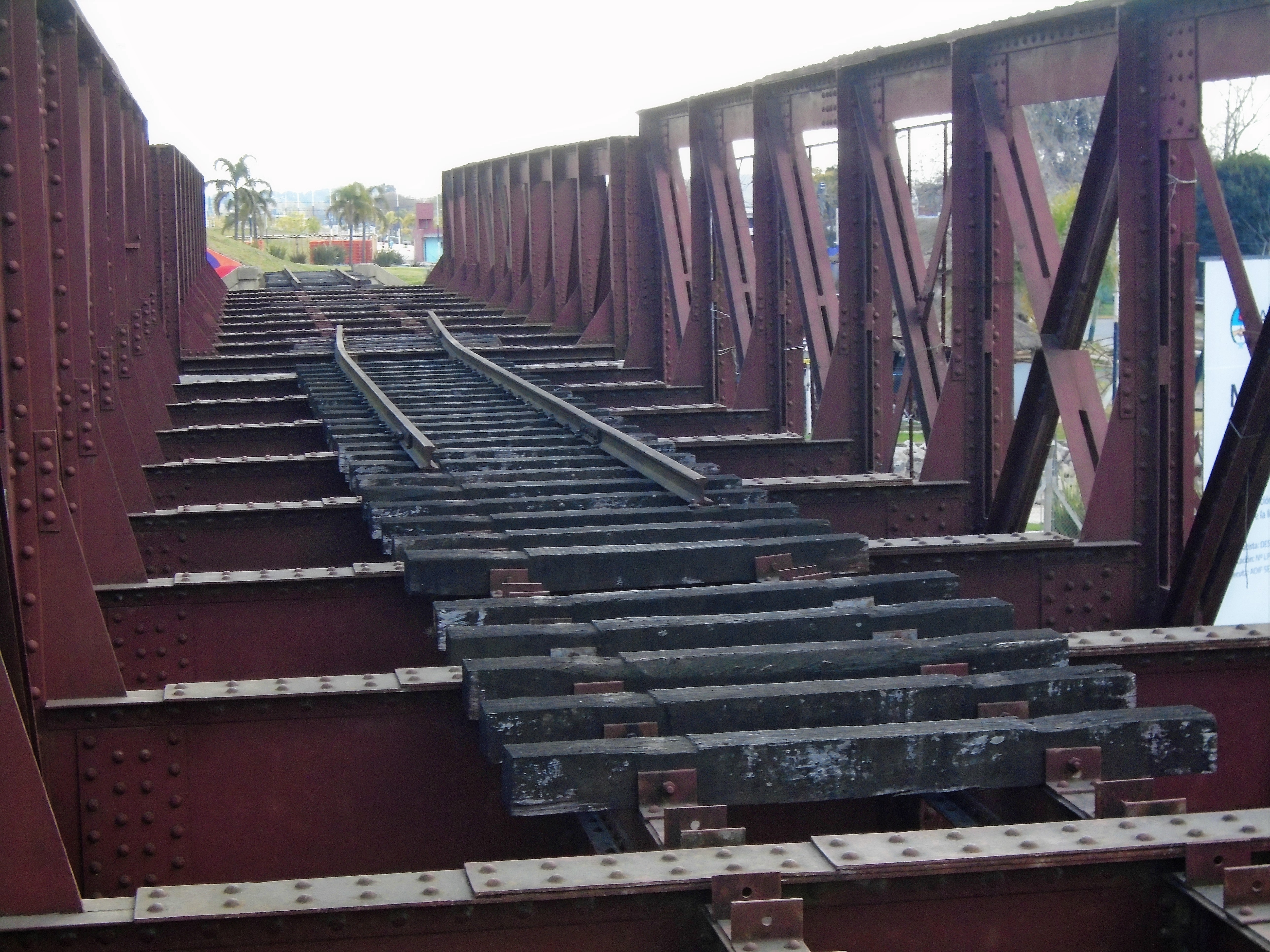
Puente del Ferrocarril Compañía General de Buenos Aires sobre el Ferrocarril Roca, en Ezeiza.

## Historia
Son tres los factores que determinan el nacimiento de esta línea ferroviaria; el crecimiento notable del área pampeana en hectáreas cultivadas a principios del siglo XX, la disponibilidad y madurez de entidades financieras interesadas en invertir en Argentina y la demanda por parte de terratenientes para terminar con el monopolio británico en materia de transporte ferroviario.  En 1904, mediante la ley nacional 4417, se otorga a Casimir  de  Bruyn  y  Rómulo  Otamendi (Banque  de  París  et  des  Pays  Bas  y  Banque  de  L’Union  Parissienne) la concesión para la construcción y explotación de una red ferroviaria de 3 000 km de extensión con 3 ramales principales, llegando a los puertos de Rosario, La Plata y Puerto Belgrano y teniendo como cabecera principal Buenos Aires, sumado a otros ramales en el oeste y el sur de la Provincia de Buenos Aires. También una cuarta línea con terminación en la localidad de General Villegas.  En 1905 Bruyn y Otamendi transfieren su concesión a la nueva y definitiva sociedad llamada Compañía  General  de  Ferrocarriles  de  la  Provincia  de  Buenos  Aires.  Es en esta nueva sociedad donde participarían tanto las entidades francesas como los inversores belgas en un 26%, y el restante 74% serían obligaciones adquiridas por pequeños ahorristas franceses.  Si bien la empresa fue concebida inicialmente como competidora de las ya establecidas compañías británicas (y otras tres nuevas líneas que se desarrollaron durante ese período) cumplió un rol importante en el abastecimiento para demanda interna en Buenos Aires. Las líneas se construyeron como se detalla a continuación:
| Sección                           | Longitud en km | Fecha de apertura |
| --------------------------------- | -------------- | ----------------- |
| Buenos Aires - Rosario            | 395            | 25/01/1908        |
| Villars - Nueve de Julio          | 202            | 01/03/1909        |
| González Catán - Puerto La Plata  | 88             | 27/07/1910        |
| Pergamino - Vedia                 | 122            | 05/12/1910        |
| Patricios - Buenos Aires          | 224            | 07/12/1911        |
| Nueve de Julio - General Villegas | 232            | 01/12/1912        |

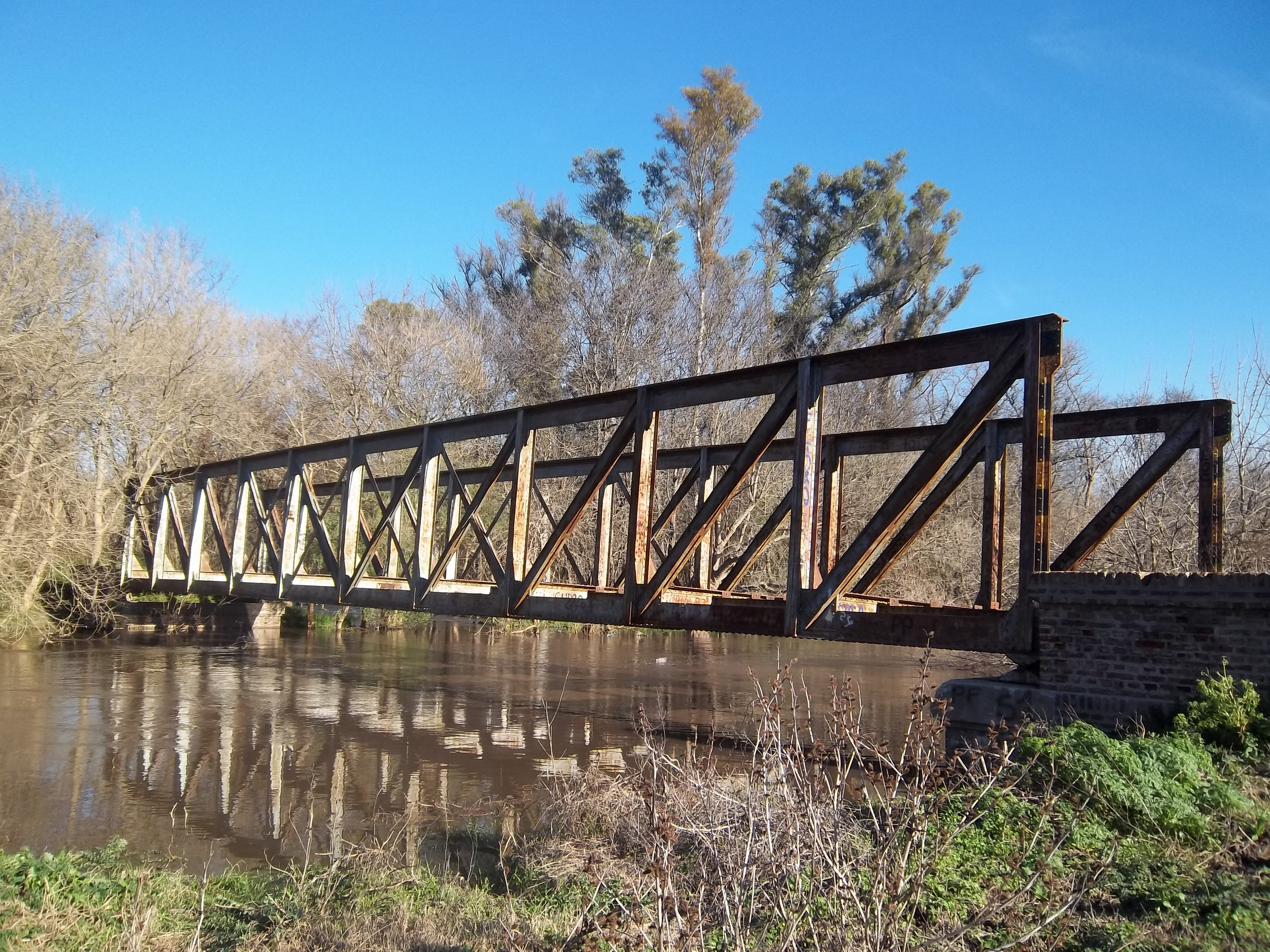
Puente sobre el río Matanza en el ramal González Catán - La Plata.

La compañía tuvo competencia desde sus inicios con las grandes compañías de capitales británicos que ya operaban en la Provincia de Buenos Aires, y que habían construido vías en la zona de influencia del CGBA. Uno de los ingenieros a cargo fue Gustave Le Brech, nacido 1880 en Vannes, Francia, y muerto 1930 en Santa Fe, ingeniero ferroviario francés que trabajó en el Ferrocarril Francés De la Provincia de Buenos Aires y enlazó Buenos Aires con el Puerto de Rosario en 1908 con una serie de estaciones como Rancagua, Pergamino y Mercedes. El Ramal del Ferrocarril Francés De la Provincia de Buenos Aires significó un salto cualitativo en el crecimiento agropecuario y de exportación de bienes para las ciudades y pueblos que fundó.
Al ser un emprendimiento ferroviario tardío, enfrentaron dificultades topográficas en su construcción en enclaves urbanos y múltiples cruces con otras líneas ferroviarias, lo que obligó a la construcción de puentes. Su primer año de vida registró un nivel de ganancias mínimo de 0,83%, al tener que competir en grandes localidades ya servidas por otras compañías y no poseer zonas exclusivas.  Esto incentivó un emprendimiento paralelo sobre los terrenos adyacentes a las vías, la creación de 4 colonias agrícolas, la primera de ellas sería el poblado de Villars. La empresa Franco Argentina, conformada por los mismos bancos inversores de la C.G.B.A., estaba encargada de su comercialización.  El resto de los pueblos fundados sobre la línea fue realizado por los mismos propietarios de las tierras que atravesaba el ferrocarril. Las colonias beneficiaron tanto a los terratenientes como a la compañía en materia de carga.  Estos nuevos puntos de carga no fueron suficientes para compensar la competencia ya establecida en centros urbanos como Pergamino. Respecto de los servicios destinados a satisfacer la demanda interna de la ciudad de Buenos Aires, la C.G.B.A. comenzó a transportar hacienda, con 1.908 toneladas en 1908 que crecieron hasta 55.000 en 1912. Los talleres ferroviarios Riachuelo fueron su principal centro de almacén y reparación. 
Si bien el proyecto inicial contemplaba la expansión de la red hasta en 3000 km, el mismo se detuvo en los casi 1300 km, abandonando los planes para construir una línea férrea entre Buenos Aires y Bahía Blanca, más otros 15 ramales. La razón fundamental fueron sus bajos rendimientos financieros desde el inicio, resultando insuficiente para el pago a los tenedores de obligaciones franceses, que tenían participación mayoritaria.  Los ya establecidos competidores británicos, sumados al inicio de la Primera Guerra Mundial serían las causas finales para resentir el desarrollo de esta red, marcando el fin de las inversiones extranjeras en materia ferroviaria.
Mediante un convenio firmado 17 de diciembre de 1946 el Gobierno nacional adquirió los activos de las empresas ferroviarias de capital francés en Argentina, entre ellas la CGBA, y por el decreto nacional n.º 31218/47 de 7 de octubre de 1947 se dispuso su toma de posesión e incorporación a la red de la Administración de los Ferrocarriles del Estado.
Cuando la red de ferrocarriles argentino se nacionalizó en 1948, durante la presidencia de Juan Domingo Perón, el CGBA pasó a formar parte del Ferrocarril General Belgrano junto con otras líneas de trocha métrica. En 1954 se incorporó al Ferrocarril Nacional Provincia de Buenos Aires y tres años más tarde, con la disolución del mismo, volvió a formar parte del Ferrocarril General Belgrano. 
Durante el gobierno del presidente Arturo Frondizi se clausuraron los ramales G1 Estación Buenos Aires-Riachuelo, G4 Patricios-Villegas, G5 Patricios-Victorino de la Plaza, G6 Pergamino-Vedia Si bien algunos fueron reabiertos por el gobierno del Dr. Illia G5 Patricios-V de la Plaza (este fue vuelto a clausurar en 1977 en la dictadura de Videla-Martínez de Hoz y desmantelado poco después) y G6 Pergamino-Vedia y quedó pendiente la reapertura del G4 Patricios-Villegas que finalmente no se pudo dar servicio y quedaron sus vías abandonadas hasta 1992 año en que misteriosamente fueron desmanteladas sin licitación alguna desde 9 de Julio a Villegas. De todos esos ramales, sólo permanece activo el G, pero inicialmente solo hasta González Catán para, con el correr de los años, ser extendido hasta Villars. Durante el concesionamiento de la red ferroviaria argentina, a principios de la década de 1990, este ramal pasó a manos de Transportes Metropolitano Belgrano Sur hasta que el contrato de concesión fuera revocado en 2007 por el Estado nacional y se entregara en forma provisoria al consorcio UGOFE, que lo operó hasta 2014, cuando la línea se re-privatizó a “Argentren S.A.” del Grupo EMEPA. Este acto de adjudicación terminó con el período de UGOFE como operador de servicios ferroviarios, siendo este organismo disuelto. En 2015 el estado nacional se vuelve a hacer cargo de la operación de la línea suburbana bajo el nombre comercial de Trenes Argentinos.
Por otra parte, parte del ramal G del “Compañía General” está siendo recuperado y custodiado por la Asociación Amigos del Ferrocarril General Belgrano, una asociación civil que trabaja por la preservación del ramal con el interés de difundir la importancia que tiene el ferrocarril.

## Parque Motor
El G.C.B.A. llegó a tener 104 locomotoras 2 559 vagones de carga de toda clase, 98 coches de pasajeros.
| Tipo  | N° CGBA   | N° FCN G.Belgrano | Fabricante              | N° de fabrica | Año  |
| ----- | --------- | ----------------- | ----------------------- | ------------- | ---- |
| 131 T | 1 a 10    | J 8001 a 8010     | Hartmann                | 3002-3011     | 1906 |
| 131 T | 11 a 16   | J 8011 a 8016     | Borsig, Berlin-Tegel    | 6829-6834     | 1908 |
| 131 T | 17 a 21   | J 8017 a 8021     | Borsig, Berlin-Tegel    | 7116-7120     | 1908 |
| 232 T | 31 a 34   | M 8031 a 8034     | Talleres CGBA           |               | 1931 |
| 230   | 51 a 55   | L 8051 a 8055     | Borsig, Berlin-Tegel    | 3012-3016     | 1906 |
| 230   | 201 a 222 | M 8201 a 8222     | S.A.C.M., Graffenstaden | 5753-5774     | 1907 |
| 230   | 223 a 232 | M 8223 a 8232     | Hartmann                | 3109-3118     | 1907 |
| 230   | 233 a 240 | M 8232 a 8240     | Borsig, Berlin-Tegel    | 6835-6842     | 1908 |
| 230   | 241 a 245 | M 8241 a 8245     | Borsig, Berlin-Tegel    | 7133-7137     | 1910 |
| 230   | 246 a 268 | M 8246 a 8268     | Hartmann                | 3322-3344     | 1909 |
| 140   | 501 a 512 | 8501 a 8512       | Borsig, Berlin-Tegel    | 7121-7132     | 1909 |
| 240   | 601 a 608 | 8601 a 8608       | A.N.F., Blanc-Misseron  | 303-310       | 1930 |

## Legado
Muchos clubes deportivos y sociales fueron fundados con el nombre “Compañía General” por trabajadores de la empresa, entre los que se destacan los de Salto, Pergamino, Patricios y Buenos Aires. Este último cambió su nombre por el de General Belgrano pasando posteriormente, en 1986, a llamarse Club Atlético Lugano, participante de los torneos de la Asociación del Fútbol Argentino.  El compañía General participó directamente de la fundación de 4 colonias agrícolas en las vías con trayecto a Rosario: Villars, Gouin, Tres  Sargentos y La  Vanguardia.